# Antisemitismo de Martín Lutero

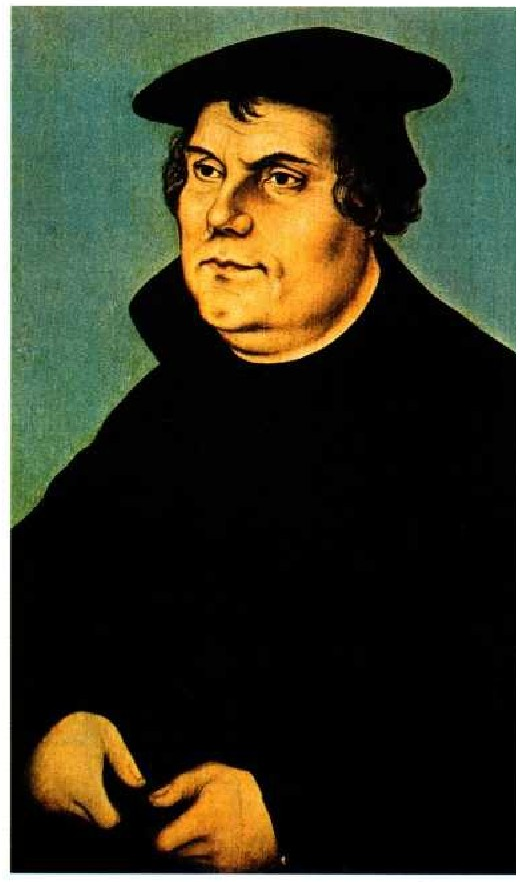
Martín Lutero

Martín Lutero (1483-1546), líder religioso del protestantismo alemán, tuvo una influencia significativa en el antisemitismo de su país, debido a algunos de sus escritos y afirmaciones.

## Evolución de sus ideas
La actitud de Lutero hacia los judíos cambió a lo largo de su vida. En una primera fase de su carrera –hasta 1536 más o menos– expresó gran preocupación por su situación en Europa y manifestó gran ilusión con la idea de convertirlos al cristianismo a través de sus reformas evangélicas. Más tarde, sin embargo, denunció al pueblo judío y alentó a sus compatriotas en su persecución. En un párrafo de su obra Von den Juden und ihren Lügen [Sobre los judíos y sus mentiras] (1543) deplora el fracaso de la cristiandad en sus intentos de expulsión.

### Primeros años
El primer comentario conocido de Lutero acerca de los judíos se encuentra en una carta escrita al reverendo Georg Spalatin en 1514:

La conversión de los judíos solo puede ser obra de Dios operando desde dentro, y no trabajo del hombre —o más bien intento— desde afuera. Si sus transgresiones se toleran, seguirán otras peores. Pues al abandonarse a la reprobación de la Ira de Dios pueden llegar a volverse incorregibles y, como dice el Eclesiastés, al que es incorregible la corrección lo empeora en lugar de mejorarlo.

En 1519 Lutero desafió la doctrina "Servitus Judaeorum" ("Servidumbre de los Judíos"), establecida en el Corpus Iuris Civilis, de Justiniano I, desde 529-534. Lutero escribió: «Teólogos absurdos defienden el odio a los judíos... ¿Cómo consentirán los judíos en unirse a nuestras filas, viendo la crueldad y la animosidad que les dirigimos, si en nuestro comportamiento hacia ellos nos parecemos a los cristianos menos que las bestias?».
En su ensayo de 1523 "El hecho de que Jesucristo nació judío", Lutero condenó el trato inhumano a los judíos, y exhortó a los cristianos a tratarlos con amabilidad. El ferviente deseo de Lutero fue que los judíos oyeran el Evangelio proclamado con claridad, lo que los movería a convertirse al cristianismo. En este sentido, argumentó:

Si yo hubiera sido judío y hubiera visto a semejantes imbéciles y alcornoques gobernar y enseñar la fe cristiana, habría llegado a ser antes un cerdo que un cristiano. Han tratado a los judíos como si éstos fueran perros en lugar de seres humanos; no han hecho más que burlarse de ellos y apoderarse de sus bienes. Cuando los bautizan no les muestran nada de la doctrina o de la vida cristianas, sometiéndolos solo al papismo y la burla... Si los apóstoles, que eran también judíos, hubiesen hecho con nosotros, los gentiles, lo mismo que nosotros, gentiles, hemos hecho con los judíos, nunca habría habido un cristiano entre los gentiles... Cuando nos inclinamos a presumir de nuestra posición [de cristianos], debemos recordar que no somos sino gentiles, mientras que los judíos son del mismo linaje de Cristo. Somos extranjeros y familia política, mientras que ellos son parientes de sangre, primos y hermanos de nuestro Señor. Por lo tanto, si se quiere presumir de carne y sangre, los judíos se encuentran en realidad más cerca de Cristo que nosotros... Si realmente queremos ayudarlos, debemos guiarnos en nuestro trato con ellos, no por la ley papal, sino por la ley del amor cristiano. Debemos recibirlos cordialmente, y permitirles comerciar y trabajar con nosotros, para que tengan la ocasión y la oportunidad de asociarse a nosotros, escuchar nuestra enseñanza cristiana y el testimonio de nuestra vida cristiana. Algunos de ellos se mostrarán duros de mollera, ¿y qué? A fin de cuentas, tampoco nosotros mismos somos todos buenos cristianos.

### Agitación antijudía
Posteriormente, Lutero hizo campaña con éxito contra los judíos en Sajonia, Brandeburgo y Silesia. En agosto de 1536, el príncipe elector de Sajonia, Juan Federico, emitió un mandato que prohibía a los judíos habitar, participar en negocios, e incluso atravesar su reino. Un shtadlan (mediador) judío alsaciano, el rabino Josel de Rosheim, pidió al reformador Wolfgang Capito acercarse a Lutero a fin de obtener una audiencia con el príncipe, pero Lutero rechazó toda intercesión. En respuesta a Josel, Lutero se refirió a sus intentos fallidos de convertir a los judíos: «(…) de buen grado favorecería a su pueblo, pero no voy a contribuir a su obstinación [judía] con mi propia amabilidad. Deberá usted encontrar otro intermediario para con mi buen señor». Heiko A. Oberman toma nota de este suceso como muy significativo en la actitud de Lutero hacia los judíos: «Incluso hoy en día este rechazo es a menudo juzgado como punto de inflexión decisivo en la transformación luterana de la amabilidad a la hostilidad hacia los judíos».
Josel de Rosheim, quien intentó ayudar a los judíos de Sajonia, escribió en sus memorias que la situación era «debida a que el sacerdote llamado Martín Lutero –¡que su cuerpo y alma se fundan en el Infierno!– escribió y publicó muchos libros heréticos en los que dijo que todo aquel que ayudara a los judíos estaba condenado a la perdición». Robert Ashley Michael, profesor emérito de Historia Europea en la Universidad de Massachusetts Dartmouth, escribe que Josel pidió a la ciudad de Estrasburgo que prohibiera la venta de las obras antijudías de Lutero; se negaron en principio, pero cedieron cuando cierto pastor luterano, en Hochfelden, animó en un sermón a sus feligreses a que asesinaran a los judíos.

## Obras antijudías

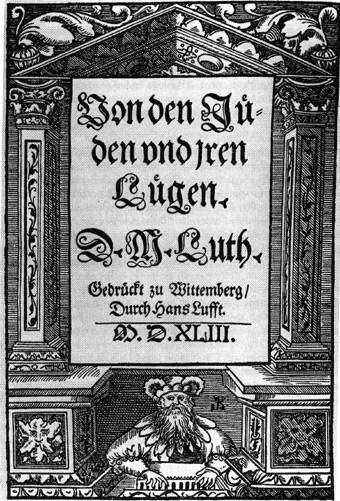
Portada del libro de Martín Lutero Sobre los judíos y sus mentiras. Wittenberg, 1543.

Las principales obras de Lutero sobre los judíos fueron su tratado Von den Juden und Ihren Lügen (Sobre los judíos y sus mentiras, de 65.000 palabras,) y Von Schem Hamphoras und vom Geschlecht Christi (Del Nombre Incognoscible y las generaciones de Cristo), reimpresos varias veces en vida del autor. Ambos libros fueron escritos en 1543, tres años antes de su muerte. Se cree que Lutero se vio influenciado por el libro Der gantze de Jüdisch Glaub (La creencia judía al completo), de Anton Margaritha, un converso al cristianismo que se había convertido en luterano. Este autor publicó en 1530 su libro antisemita, que fue leído por Lutero en 1539. La obra fue contundentemente desacreditada por Josel de Rosheim, en un debate público celebrado en el año 1530 ante el emperador español Carlos V y su corte, lo que resultó en la expulsión de Margaritha del Imperio.

### Sobre los judíos y sus mentiras
En 1543, Lutero publicó Sobre los judíos y sus mentiras, obra en la que llega a afirmaciones como que los judíos son un pueblo «abyecto y despreciable, es decir, no un pueblo de Dios, y su jactancia de linaje, su circuncisión y su ley deben ser considerados sucios»; La sinagoga era una «novia impura, sí, una ramera incorregible, una mujerzuela impía». Lutero propugna que las sinagogas y escuelas rabínicas sean pasto del fuego, sus libros de oración destruidos, que se prohíba a los rabinos predicar, que sus casas sean arrasadas y sus propiedades y dinero confiscados. No se les debe mostrar ninguna piedad ni misericordia, ni facilitar protección legal alguna, y «estos infectos gusanos venenosos» deben prepararse para el trabajo forzado o la expulsión definitiva. En este libro Lutero parece incluso preconizar su asesinato, cuando escribe: «Seremos culpables de no destruirlos».

### Del Nombre Incognoscible y las generaciones de Cristo

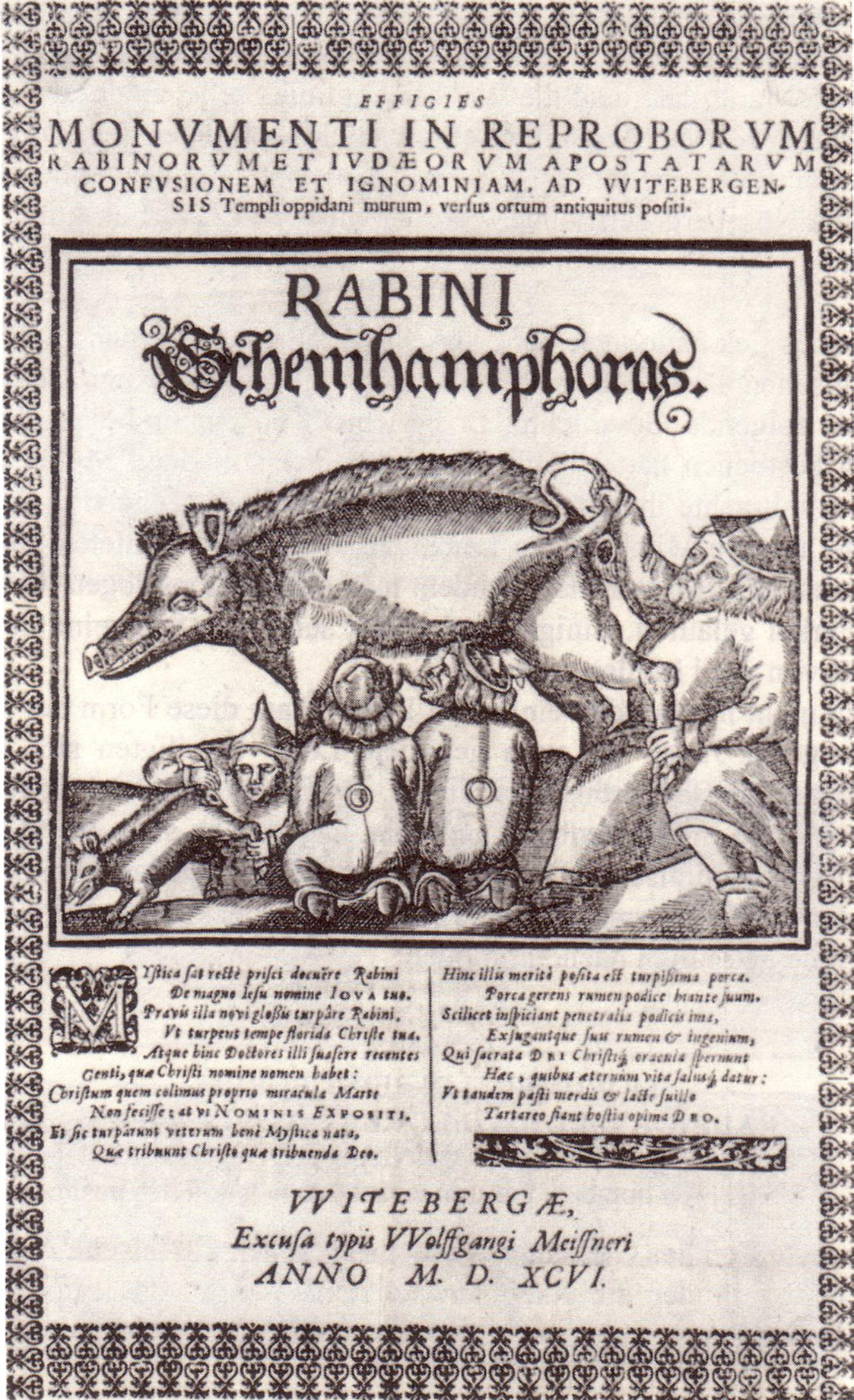
Vom Schem Hamphoras

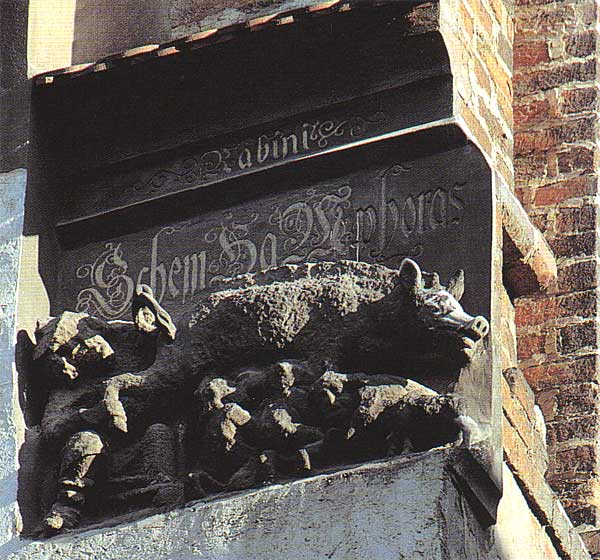
Iconografía Judensau de la iglesia de Wittenberg, construida entre 1300–1470. La imaginería acerca de judíos en contacto con cerdos o representando al demonio fue muy común en la Alemania de la época.

Varios meses después de la publicación de Sobre los judíos y sus mentiras, Lutero escribió Vom Schem Hamphoras und vom Geschlecht Christi (Del Nombre Incognoscible y las generaciones de Cristo), en la que equipara a aquellos con el Diablo:

Aquí en Wittenberg, en nuestra iglesia parroquial, hay una puerca esculpida en la piedra de la que maman cerditos y judíos; detrás de la puerca se encuentra un rabino que alza la pata derecha de la cerda, le levanta el rabo y le mira con gran esfuerzo en el Talmud bajo el rabo, como si quisiera leer o ver algo muy difícil y excepcional; sin duda encontraron su Schem Hamphoras [Nombre de Dios] en ese lugar.

La traducción al inglés de Vom Schem Hamphoras está contenida en The Jew in Christian Theology, de Gerhard Falk (1992).

### Advertencia contra los judíos
Poco antes de su muerte, ocurrida el 18 de febrero de 1546, Lutero predicó cuatro sermones en Eisleben. Al penúltimo añadió lo que él llamó su «última advertencia» contra los judíos. El punto principal de este breve trabajo es que las autoridades con la prerrogativa de expulsar a los judíos de sus tierras debían hacerlo si estos rehusaban convertirse al cristianismo. De no hacerlo así, indicaba Lutero, dichas autoridades se harían a sí mismas «socios en los pecados de otros».
Lutero comenzaba su escrito:

Queremos empezar tratándolos de manera cristiana. Ofrecerles la fe cristiana para que acepten al Mesías, que además es pariente de ellos, nacido de su carne y sangre; es justamente de la simiente de Abraham de la que se jactan. Mi empeño es [que] la sangre judía deje de ser acuosa y fiera. En primer lugar, debéis proponerles convertirse en el Mesías y dejarse bautizar, lo que uno puede ver que es asunto peliagudo para ellos. Si no lo hacen, entonces no les permitáis [vivir entre nosotros], porque Cristo nos impone el bautismo y creer en Él. A pesar de que no creemos ahora tan firmemente como deberíamos, Dios sigue siendo paciente con nosotros.

Continuó su sermón:

Sin embargo, si se convierten, abandonan su usura y reciben a Cristo, entonces de buena gana los consideraremos nuestros hermanos. De lo contrario, nada se obtendrá, puesto que se habrán propasado.

Lutero siguió con diversas acusaciones:

Ellos son nuestros principales enemigos. No dejan de blasfemar de Cristo nuestro Señor, tratando a la Virgen María de puta, a Cristo, de bastardo, y a nosotros de imbéciles o abortos (Mahlkälber: algo así como alimento de ganado). Si ellos pudieran acabar con todos nosotros, lo harían de grado. Ya lo hacen a menudo, especialmente aquellos que se hacen pasar por médicos, aunque a veces ayudan, porque el diablo ayuda a terminar la faena al final. Suelen ejercer la medicina como en la Suiza francesa. Administran veneno a personas que morirán en una hora, un mes, un año, o en diez o veinte años. Son muy duchos en este arte.

Finalmente escribió:

Vamos no obstante a mostrarles amor cristiano y a orar por los que pueden ser convertidos y recibir al Señor, a quien ellos deberían honrar verdaderamente antes que nosotros. El que no cumpla con esto será sin duda un judío perverso, que no va a dejar de blasfemar de Cristo, te dejará seco y, si puede, te matará.

Este trabajo ha sido recientemente traducido y publicado en inglés en el volumen 58 ("Sermons V") de Luther's Works, páginas 458-459.

## Influencia de las ideas de Lutero
En 1543, a instancias de Lutero, el príncipe elector Juan Federico I de Sajonia revocó algunas de las concesiones que había concedido a Josel de Rosheim en 1539. Pero la influencia de Lutero persistiría después de su muerte. El noble Johann Markgraf von Brandenburg-Küstrin de Neumark derogó el salvoconducto otorgado a los judíos en sus territorios. Felipe de Hesse añadió restricciones a su "Orden relativa a los Judíos". El historiador Paul Johnson escribe que los seguidores de Lutero saquearon Berlín en 1572, y al año siguiente los judíos fueron proscritos en todo el país. A lo largo de la década de 1580 se produjeron numerosos disturbios que dieron lugar a la expulsión de los mismos de varios estados alemanes luteranos. Sin embargo, ningún gobernante llegó a promulgar la totalidad de las recomendaciones antijudías emitidas por Lutero.
Según Robert Michael, la obra de Lutero adquirió la categoría de norma bíblica en Alemania, lo que lo convirtió en el autor más leído de su generación, en parte debido a su estilo tosco y apasionado. En la publicación del pastor Georg Nigrinus titulada El enemigo judío (1570), se reiteró el programa de Lutero presente en Sobre los judíos y sus mentiras, y Nikolaus Selnecker, uno de los autores de la llamada "Fórmula de la Concordia", reimprimió las obras de Lutero Contra los sabatarianos, Sobre los judíos y sus mentiras y Vom Schem Hamphoras.
Los tratados de Lutero contra este grupo étnico fueron reimpresos de nuevo a principios del siglo XVII en Dortmund, donde fueron incautados por el Emperador. En 1613 y 1617 se publicaron en Frankfurt am Main en apoyo de la expulsión de los judíos de Frankfurt y Worms. Vincent Fettmilch, un calvinista, reimprimió Sobre los judíos y sus mentiras en 1612, con el fin de fomentar el odio contra los judíos en Frankfurt. Dos años más tarde, los disturbios en Frankfurt dieron lugar a la muerte de 3.000 judíos y a la expulsión del resto de la comarca. Fettmilch acabó siendo ejecutado por las autoridades de la ciudad luterana, pero Michael escribe que su ejecución se produjo por tratar de derrocar a las autoridades, no por sus delitos contra aquellos.
Estas reimpresiones fueron las últimas publicaciones populares de estas obras, hasta que fueron recuperadas en el siglo XX.

### Influencia en el antisemitismo moderno
La opinión predominante entre los historiadores es que la retórica antijudía de Lutero contribuyó significativamente al desarrollo del antisemitismo en Alemania, y en las décadas de 1930 y 1940 proporcionó una base ideal para los ataques del Partido Nazi contra los judíos.

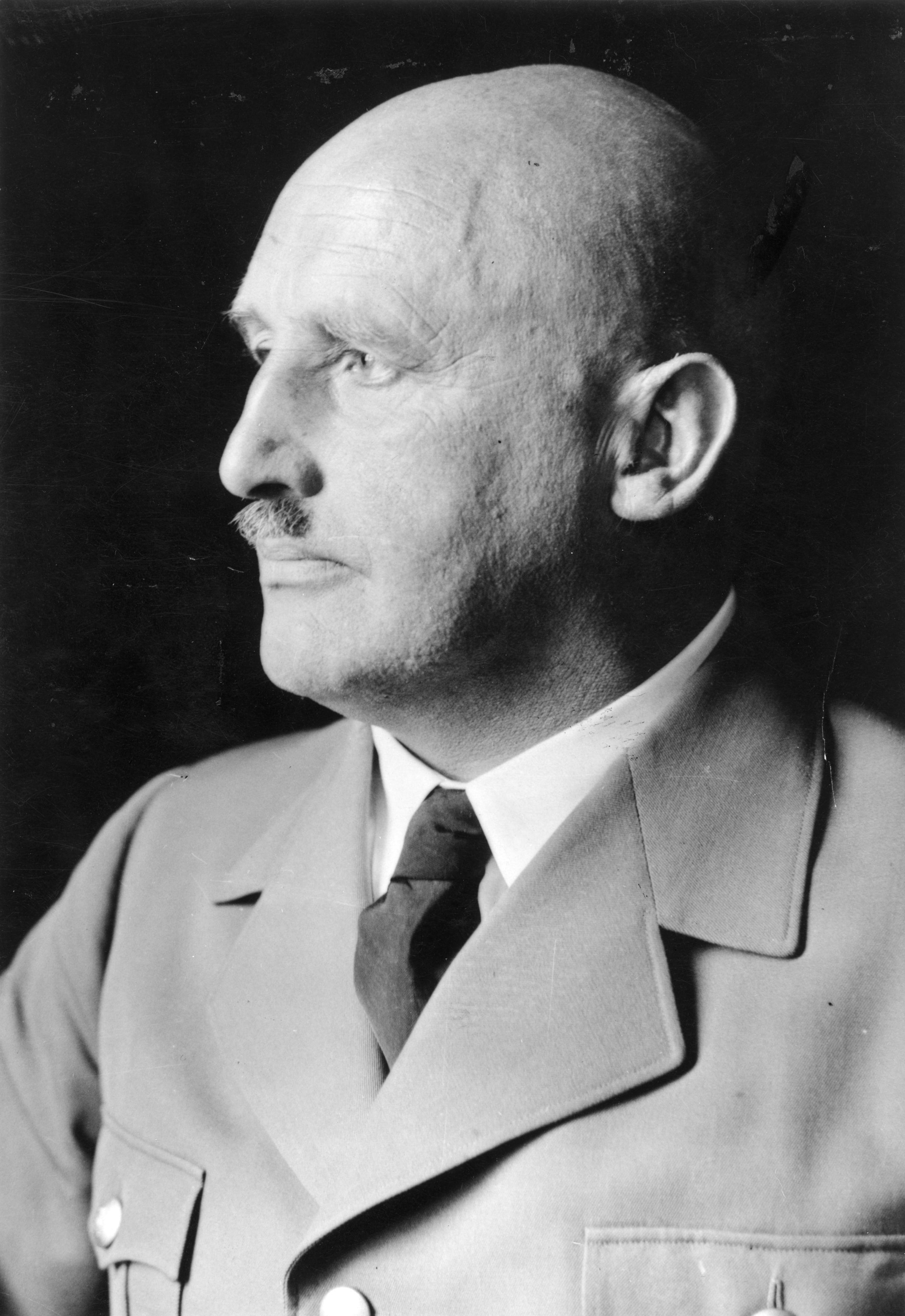
Julius Streicher, propagandista nazi antisemita.

Reinhold Lewin afirmó que «cualquiera que escribiera en contra de los judíos por cualquier razón creía que tenía el derecho de justificarse a sí mismo triunfalmente si invocaba a Lutero». Según Michael, casi todos los libros antijudíos impresos en el Tercer Reich contenían referencias y citas de Lutero. Diarmaid MacCulloch sostiene que el panfleto de Lutero Sobre los judíos y sus mentiras, de 1543, encerraba un «plan maestro» para la Noche de los cristales rotos. Poco después de la misma, Martin Sasse, obispo de la Iglesia Evangélica Luterana en Turingia, publicó un compendio de los escritos de Martín Lutero. Según Sasse «aplaudió la quema de las sinagogas», y la coincidencia en el día en que se produjo, escribiendo en la introducción: «El 10 de noviembre de 1938, en el cumpleaños de Lutero, las sinagogas están ardiendo en Alemania». El pueblo alemán, instó, debe prestar atención a estas palabras «del mayor antisemita de su tiempo, el alertador de su pueblo contra los judíos». En 1940, Heinrich Himmler escribió con admiración acerca de los escritos y sermones de Lutero sobre los judíos. La ciudad de Núremberg presentó una primera edición de Sobre los judíos y sus mentiras a cargo de Julius Streicher, editor del periódico nazi Der Stürmer. Dicho periódico describió el libro como el tratado más radicalmente antisemita que haya sido publicado. Se exhibió públicamente en una caja de cristal en los Congresos de Núremberg y fue citado en una explicación de 54 páginas de la Ley Aria a cargo de los doctores E. H. Schulz y R. Frercks. El 17 de diciembre de 1941, siete confederaciones regionales de la iglesia luterana difundieron una declaración que se mostraba de acuerdo con la política de obligar a los judíos a llevar el distintivo amarillo, «ya que, después de su amarga experiencia, Lutero sugirió [con firmerza] medidas preventivas contra los judíos y su expulsión del territorio alemán».
Según Robert Michael, «Lutero se expresó acerca de los judíos como si pertenecieran a una raza que no podía realmente convertirse al cristianismo. De hecho, al igual que muchos escritores cristianos antes que él, Lutero, al tildar a los judíos de pueblo diabólico, los colocó más allá de toda posible conversión». Señala que en un sermón de 25 de septiembre de 1539, «Lutero trató de demostrar a través de varios ejemplos que el judío individualmente no pudo nunca convertirse de forma permanente, y en varios pasajes de Sobre los judíos y sus mentiras pareció rechazar la posibilidad de que los judíos deseasen o pudiesen convertirse».
Franklin Sherman, editor del volumen 47 de la edición americana de las Obras de Lutero, que recoge entre otras Sobre los judíos y sus mentiras, replica a la afirmación de que «la antipatía de Lutero hacia los judíos era de índole religiosa y no racista». Los escritos de Lutero contra los judíos, explica, no constituyen «solamente un conjunto de juicios teológicos mesurados, serenos y discretos. Sus escritos se ven repletos de rabia y, de hecho, de odio contra un grupo humano identificable, y no solo en contra de un punto de vista religioso. Es en contra de este grupo concreto contra el que sus propuestas de acción se dirigen». Sherman sostiene que Lutero «no puede considerarse distanciado por completo de los antisemitas modernos». En cuanto al tratado Sobre los judíos y sus mentiras, el filósofo alemán Karl Jaspers escribió: «Aquí tenemos ya el programa nazi al completo».
Otros eruditos afirman que el antisemitismo de Lutero, según se expresa en Sobre los judíos y sus mentiras, se basa fundamentalmente en presupuestos religiosos. Bainton sostiene que la posición de Lutero se ciñó «enteramente a  lo religioso y no a aspectos racistas. El pecado supremo para él fue el rechazo persistente de la revelación de Dios de Sí mismo en la figura de Cristo. Los siglos de sufrimiento judío suponían en realidad la revelación del desagrado divino. Los judíos deben ser forzados a moverse en busca de una tierra propia. Fue un programa de sionismo forzado. Pero al no haberse llevado a cabo, Lutero recomendaría que los judíos fuesen obligados a vivir de la tierra. Él proponía, sin saberlo, un retorno a la condición de la Alta Edad Media, cuando los judíos habían vivido de la agricultura. Expulsados de su tierra, se dedicaron al comercio y, tras ser apartados del comercio, a los préstamos de dinero. Lutero quiso invertir el proceso, y por lo tanto inadvertidamente deseaba para ellos una posición más segura de la que disfrutaban en su tiempo».
Paul Halsall argumenta, por su parte, que las opiniones de Lutero tuvieron responsabilidad en el establecimiento de las bases del antisemitismo racista europeo del siglo XIX. Escribe que «a pesar de que los comentarios de Lutero parecen ser protonazis, deberían contemplarse mejor como parte de la tradición [sic] del antisemitismo medieval cristiano. Aunque no hay duda de que el antisemitismo cristiano sentó las bases sociales y culturales del moderno antisemitismo, éste difiere de aquel al basarse en nociones pseudocientíficas de raza. Los nazis encarcelaron y asesinaron incluso a los judíos étnicos que se habían convertido al cristianismo, cuando Lutero habría acogido con satisfacción estas conversiones».
En un artículo para Lutheran Quarterly, Wallmann argumentó que las obras de Lutero Sobre los judíos y sus mentiras, Contra los sabatarianos y Vom Schem Hamphoras fueron ignoradas en gran medida por los antisemitas de finales del siglo XVIII y principios del XIX. Sostuvo que Johann Andreas Eisenmenger y su obra Judaísmo desenmascarado, publicado póstumamente en 1711, fue «una de las principales fuentes de evidencia para los antisemitas de los siglos XIX y XX» y que «sumió los escritos antijudíos de Lutero en el olvido». A lo largo de todo su tratado de dos mil páginas, Eisenmenger no hace mención de Lutero en ningún momento.
El capellán de la corte luterana del Kaiser Wilhelm I, Adolf Stoecker, fundó en 1878 un partido antisemita y antiliberal llamado el Partido Social Cristiano. Sin embargo, este partido nunca gozó del apoyo de las masas que los nazis recibieron a lo largo de los años 30, cuando la Gran Depresión golpeó a Alemania de forma especialmente dura.

### Debate sobre la influencia en los nazis
El centro del debate sobre la influencia de Lutero es si resulta anacrónico o no juzgar sus obras y manifestaciones como precursoras claras del antisemitismo racista de los nazis. Algunos estudiosos ven esta influencia como decisiva, mientras que otros la creen limitada, y la utilización por parte de los nazis de sus obras, como oportunista.
El punto de vista de los estudiosos vigente desde la Segunda Guerra Mundial es que su célebre tratado ejerció una influencia importante y persistente en la actitud de Alemania hacia sus ciudadanos judíos a lo largo de los siglos, entre la Reforma protestante y el Holocausto. Como ya se ha visto, cuatrocientos años después de ser escrito, el Partido Nazi hizo reimprimir Sobre los judíos y sus mentiras durante los Congresos de Núremberg; en dicha ciudad se presentó la primera edición a cargo de Julius Streicher, editor del periódico nazi Der Stürmer, que describió la obra como el tratado más radicalmente antisemita que haya sido publicado. En este punto, el teólogo Johannes Wallmann escribe que el tratado no tuvo una influencia continuada en Alemania, y de hecho fue ignorado en gran medida durante los siglos XVIII y XIX. Hans J. Hillerbrand opina que responsabilizar a Lutero del desarrollo del antisemitismo alemán es subestimar las «peculiaridades más destacables de la historia alemana».
Martin Brecht sostiene que hay un mundo de diferencia entre la creencia de Lutero en la salvación, que depende de la fe en Jesús como Mesías –el rechazo que Lutero criticó a los judíos– y la ideología de antisemitismo racista nazi. El teólogo Johannes Wallmann argumenta que los escritos de Lutero contra los judíos fueron en gran parte ignorados en los siglos XVIII y XIX, y que no existe una continuidad entre el pensamiento de Lutero y la ideología nazi. Uwe Siemon-Netto comparte esta opinión, afirmando que fue precisamente el antisemitismo nazi el que los impulsó a revivir la obra de Lutero. Hans Hillerbrand por su parte afirma que la idea de que «Lutero en gran medida fomentó el desarrollo del antisemitismo alemán (...) pone demasiado énfasis en el líder protestante y no el suficiente en las peculiaridades más significativas de la historia alemana». Otros estudiosos argumentan que, aunque sus opiniones no pasaban de antijudías, la violencia de las mismas introdujo un elemento nuevo de recelo en el ancestral antijudaísmo cristiano. Según Ronald Berger, Lutero es bien conocido por «su germanización de la crítica cristiana del judaísmo y por el antisemitismo, a los que convirtió en elementos clave de la cultura alemana y la identidad nacional». Paul Rose asegura que Lutero alentó una «histérica y demonizadora mentalidad» sobre ese pueblo, la cual ingresó en el pensamiento y el discurso alemán, y que dicha mentalidad sin él podría no haberse desarrollado.
La línea de «descenso antisemita» de Lutero a Hitler es «fácil de dibujar», en opinión de la historiadora estadounidense Lucy Dawidowicz. En su estudio La guerra contra los judíos, 1933-1945, la escritora afirma que tanto Lutero como Hitler estaban obsesionados con un «universo demonologizado» habitado por judíos, y que Hitler llegó a afirmar que el último Lutero, el autor de Sobre los judíos y sus mentiras, fue el Lutero auténtico.
Dawidowicz escribe que las similitudes entre los escritos antijudíos de Lutero y el antisemitismo moderno no son mera coincidencia, ya que derivan de una historia común de Judenhass (antijudaísmo en alemán), que se remonta a los consejos del bíblico Amán a Asuero. Aunque el moderno antisemitismo alemán tiene también sus raíces en el nacionalismo alemán y el antisemitismo cristiano, la escritora defiende que el origen de estas ideas hay que buscarlo en la Iglesia católica, «en la que se basó Lutero». Michael ha argumentado que los estudiosos de Lutero que tratan de atenuar la repercusión de las opiniones del mismo sobre los judíos, ignoran las consecuencias asesinas de su antisemitismo. Para Michael, hay un «paralelismo muy notable» entre las ideas de Lutero y el antisemitismo de la mayoría de los luteranos alemanes que participaron en el Holocausto. Al igual que los nazis, sigue Michael, Lutero mitificó a los judíos como «El Mal». Ellos solo hubiesen podido salvarse si se convertían al cristianismo, pero su hostilidad a tal idea lo hizo inconcebible.

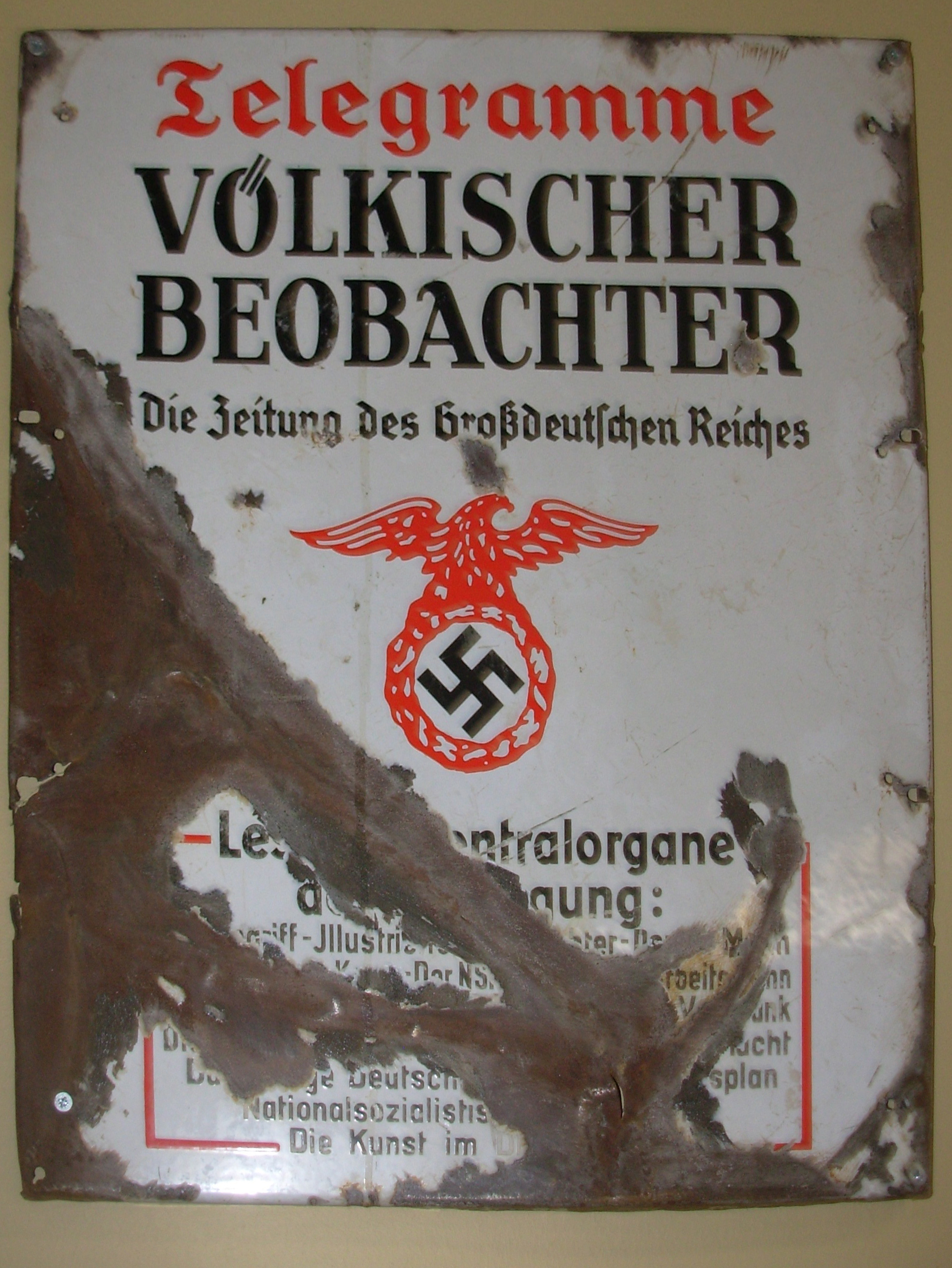
Portada del periódico nazi Völkischer Beobachter.

Estas ideas de Lutero tuvieron amplia repercusión en la Alemania de los años 30, sobre todo dentro del Partido Nacionalsocialista Obrero Alemán. El periódico oficial del partido nazi, el Völkischer Beobachter [El observador del pueblo], recogió la siguiente afirmación del ministro de Educación de Hitler, Bernhard Rust: «Desde que desapareció Martín Lutero, no ha aparecido un hombre igual en  nuestro pueblo, pero se ha tomado la decisión de que vamos a ser los primeros en presenciar su reaparición (...). Ha pasado el tiempo en que uno no podía pronunciar los nombres de Hitler y Lutero a la vez; ambos están marcados con el mismo antiguo sello [Schrot und Korn]».
Hans Hinkel, director de la revista de la Liga Luterana Deutsche Kultur-Wacht, y del capítulo berlinés de la Kampfbund [liga nazi], rindió homenaje a Lutero en su discurso de aceptación como jefe tanto de la sección judía como del departamento de cine de la Cámara de Cultura y Propaganda del Ministerio de Goebbels. «A través de sus actos y de su actitud espiritual, él comenzó la lucha que va a continuarse hoy; con Lutero, dio comienzo la revolución de la sangre alemana y el sentimiento en contra de elementos extraños al pueblo. Para continuar y completar su protestantismo, el nacionalismo debe hacer de la imagen viva de Lutero, un luchador alemán, ejemplo "por encima de las barreras confesionales" para todos los camaradas de sangre alemanes».
Según Daniel Goldhagen, el obispo Martin Sasse, conocido líder protestante, publicó un compendio de los escritos de Lutero poco después de la Noche de los cristales rotos. Para estos hechos, Diarmaid MacCulloch, profesor de Historia de la Iglesia en la Universidad de Oxford argumenta que los escritos de Lutero supusieron el «plan maestro». (Véanse opiniones de MacCulloch más atrás.)
William Nichols, profesor de Estudios Religiosos, relata: «En su juicio de Núremberg después de la Segunda Guerra Mundial, Julius Streicher, el famoso propagandista nazi, editor del injurioso semanario antisemita Der Stürmer, argumentó que si él tenía que plantarse allí procesado por dichos cargos, también debería estarlo Martín Lutero. Leyendo ciertos pasajes de Lutero, es difícil no estar de acuerdo con él. Sus propuestas admiten la lectura de programa para los nazis». Fue la expresión de Lutero «los judíos son nuestra desgracia» la que siglos más tarde repetiría Heinrich von Treitschke y aparece como lema en la primera página del Der Stürmer de Streicher.
Algunos estudiosos, como el historiador estadounidense William Shirer, han llegado incluso a atribuir la «solución final» nazi directamente a Martín Lutero, aunque otros cuestionan este punto de vista, discrepando directamente de Shirer.

### ElLuthertag

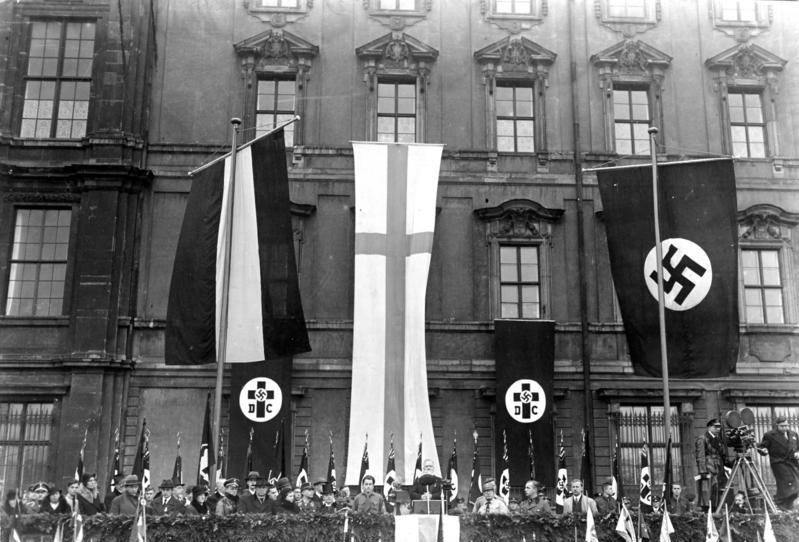
Luteranos alemanes celebrando el Luthertag en Berlín en 1933, durante el sermón del obispo Hossenfelder.

En el curso de las festividades del Luthertag (Día de Lutero), los nazis hicieron hincapié en su relación con Lutero, tan revolucionario nacionalista y heredero del pasado tradicionalista alemán como ellos mismos. Un artículo en el Chemnitzer Tageblatt declaró que «el pueblo alemán permanece unido no sólo en la lealtad y el amor a la patria, sino también nuevamente en las viejas creencias alemanas de Lutero [Lutherglauben]; una nueva época de fuerte y concienciada vida religiosa ha amanecido en Alemania». Richard Steigmann-Gall escribe en su libro The Holy Reich. Nazi Conceptions of Christianity, 1919–1945 [El sagrado Reich. La concepción nazi del cristianismo, 1919-1945] (2003):

La directiva de la Unión Protestante tenía una visión similar. Fahrenhorst, que estaba en el comité de planificación del Luthertag, llamaba a Lutero «el primer Führer [líder] espiritual alemán» que se dirigió a todos los alemanes, independientemente de su clan o confesión. En una carta a Hitler, Fahrenhorst le recordó que sus «viejos luchadores» eran en su mayoría protestantes y que fue precisamente «en las regiones protestantes de nuestra Patria en las que el nazismo encontró su mayor fortaleza». Prometiendo que la celebración del Luthertag no se reduciría a un asunto confesional, Fahrenhorst invitó a Hitler a convertirse en el patrocinador oficial del mismo. En correspondencia posterior, Fahrenhorst volvió a expresar la idea de que la reverencia por Lutero podía cruzar de alguna manera las fronteras confesionales: «Lutero es realmente no solo el fundador de una confesión cristiana, sino mucho más: sus ideas tuvieron un impacto fructífero en todo el cristianismo alemán». Precisamente a causa de este significado político y religioso de Lutero, el Luthertag serviría a modo de confesión, «tanto para la iglesia como para el pueblo».

La afirmación de Fahrenhorst de que los nazis encontraron su mayor fortaleza en las áreas protestantes de Alemania ha sido corroborada por los eruditos que han estudiado los patrones de votación en Alemania desde 1928 hasta 1933. Richard (Dick) Geary, profesor de Historia Moderna en la Universidad de Nottingham en Inglaterra, y autor de Hitler and Nazism (Routledge, 1993), escribió en la revista History Today un artículo en que estudiaba el voto alemán que encumbró a los nazis. En dicho artículo Geary demostró que estos tuvieron desproporcionadamente mucho más respaldo popular en las zonas protestantes que en las católicas de Alemania.

## Otros comentarios sobre Lutero y su antisemitismo
El estudioso metodista Gordon Rupp escribió:

El odio de Lutero a los judíos estaba en el polo opuesto a la doctrina nazi de "raza". Se basaba en el antisemitismo medieval católico hacia las personas que crucificaron al Redentor, dieron la espalda al camino de la Vida, y cuya existencia en medio de una sociedad cristiana era considerada una amenaza y una blasfemia. Lutero representa un pequeño capítulo en el gran monto histórico de crueldades cristianas hacia el pueblo judío. (...) Es evidente que no hay rastro de tal relación entre Lutero y Hitler. Presupongo que Hitler jamás leyó una página de Lutero. El hecho de que él y otros nazis afirmaran que Lutero los respaldaba no demuestra más que el hecho de que también contaban a Dios Todopoderoso entre sus partidarios. Hitler menciona a Lutero una sola vez en Mein Kampf, en un contexto neutro.

En su libro The Rise and Fall of the Third Reich Auge y caída del tercer Reich, William L. Shirer afirmó:

Es difícil entender el comportamiento de la mayoría de los protestantes alemanes en los primeros años del nazismo, a menos que uno se haga consciente de dos cosas: su historia y la influencia de Martín Lutero. El gran fundador del protestantismo era a la vez un antisemita apasionado y un creyente feroz en la obediencia absoluta a la autoridad política. Deseaba que Alemania se deshiciera de los judíos. El consejo de Lutero fue, literalmente, seguido cuatro siglos más tarde por Hitler, Göring y Himmler.

Roland Bainton, notable historiador de la iglesia y biógrafo de Lutero, señaló en referencia a Sobre los judíos y sus mentiras: «Uno desearía que Lutero hubiese muerto antes de escribir semejante panfleto. Su posición era enteramente religiosa y en ningún aspecto racista». Richard Marius sostiene que al hacer esta «declaración», «el esfuerzo de Roland Bainton está dirigido a sacar lo mejor de Lutero y de su punto de vista sobre los judíos».
James M. Kittelson, en su estudio de la correspondencia de Lutero con el erudito judío Josel de Rosheim, se hizo eco de esta opinión de Bainton: «No había antisemitismo en esta visión y, por otra parte, Lutero nunca fue un antisemita en el sentido moderno, racista, del término».
Paul Halsall afirmó por su parte: «En sus "Cartas a Spalatin", ya puede advertirse el odio de Lutero a los judíos, que se ve mejor en su escrito de 1543 Sobre los judíos y sus mentiras; así, no se trataba de una manía de la vejez, ya que estaba presente en él desde muy pronto. Lutero esperaba que los judíos se convirtieran a su santificado cristianismo. Al no hacerlo, se volvió violentamente contra ellos».
Gordon Rupp evalúa de la siguiente forma Sobre los judíos y sus mentiras: «Confieso que me avergüenza, al igual que me avengüenzan ciertas cartas de San Jerónimo, algunos párrafos de Sir Thomas More y algunos capítulos del libro del Apocalipsis, y hay que decir, como otras veces en la historia cristiana, que sus autores eso no lo habían aprendido de Cristo».
Según Heiko A. Oberman, «la base del antijudaísmo de Lutero fue la convicción de que, desde la aparición de Cristo en la tierra, los judíos ya no tenían futuro como tales judíos».
Richard Marius ve en las aseveraciones de Lutero parte de un patrón de declaraciones similares acerca de los diversos grupos que juzgaba enemigos del cristianismo:

Aunque los judíos eran para él solo uno de los muchos enemigos que fustigaba con igual fervor, a pesar de que no se abismó en los horrores de la Inquisición española contra los judíos, y aunque ciertamente no era culpable por Adolf Hitler, el odio de Lutero hacia ese pueblo supone una parte triste y deshonrosa de su legado, lo que no es cuestión marginal. Se encontraba en el centro de su concepto de religión. Vio en los judíos una depravación moral continua que no advertía en los católicos. No acusó a los papistas de los crímenes de que hacía culpables a los judíos.

Robert Waite, en su psicohistoria de Hitler y la Alemania nazi, dedicó toda una sección a la influencia de Lutero en la ideología nazi y hitleriana. Señaló que en su Mein Kampf, Hitler se refirió al líder protestante como un gran guerrero, un verdadero estadista y un gran reformador, junto a Richard Wagner y Federico el Grande. Waite cita a Wilhelm Röpke, quien, tras el Holocausto de Hitler, concluyó que «sin ninguna duda, el luteranismo influyó en la historia política, espiritual y social de Alemania de una manera que, después de una cuidadosa consideración de todo lo sucedido, únicamente puede describirse como fatídica».

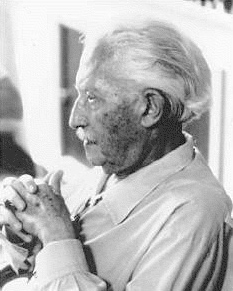
El psicoanalista Erik Erikson, uno de los estudiosos de Lutero.

Waite comparó su análisis con la psicohistoria que desarrolló Erik Erikson del joven Lutero, y concluyó que, de haber vivido durante la década de 1930, lo más probable es que se hubiera pronunciado en contra de la persecución nazi de los judíos, incluso si eso pusiera en peligro su vida, al igual que hizo Dietrich Bonhoeffer (un pastor luterano). Sin embargo, uno se pregunta si Lutero se habría pronunciado en contra de la persecución de los nazis y su intento de genocidio de los judíos, al considerar que Lutero escribió que «seremos culpables de no acabar con ellos», en su obra Sobre los judíos y sus mentiras (1543), lo que, según el historiador Robert Michael, equivalía a alentar el genocidio.
Martin Brecht, en su extensa biografía en tres volúmenes de Lutero, defiende la «necesidad de evaluar convenientemente la relación de Lutero con los judíos». Brecht observa:

La oposición [de Lutero] a los judíos, que finalmente fue considerada como irrenunciable, se encontraba en el núcleo de su pensamiento religioso y teológico que tenía que ver con la fe en Cristo y la justificación por la fe, y se asoció con su comprensión de la gente de Dios y la interpretación del Antiguo Testamento. Los motivos económicos y sociales desempeñaron un papel secundario. La animosidad de Lutero hacia los judíos no puede interpretarse ni en términos psicológicos, ni como odio patológico, ni tampoco desde el punto de vista político, como extensión del antijudaísmo de los príncipes territoriales. Pero desde luego exigió el empleo de las medidas previstas en las leyes contra los herejes, como la expulsión de ese pueblo –de manera similar a su uso contra los anabaptistas– porque, en vista de la actitud polémica de los judíos hacia Cristo, no veía posibilidades de convivencia religiosa. Al aconsejar el uso de la fuerza, abogó por medios que eran esencialmente incompatibles con su fe en Cristo. Además, su crítica a la interpretación rabínica de las Escrituras violó en parte sus propios principios exegéticos. Por lo tanto, su actitud hacia los judíos puede ser criticada con propiedad tanto por sus métodos como desde el centro de su propia teología.

Brecht termina su evaluación:

Lutero, sin embargo, no dio el siguiente paso al antisemitismo racista. Hay un mundo de diferencia entre su creencia en la salvación y una ideología racista. Sin embargo, su errada agitación tuvo el mal resultado de que Lutero fatalmente se convirtió en uno de los "Padres de la Iglesia" antisemitas, y por lo tanto proporciona material para el odio moderno a los judíos, justificado sobre la base de la autoridad del Reformador.

En 1988, el teólogo Stephen Westerholm argumentó que los ataques de Lutero contra los judíos eran en realidad parte integrante de su ataque a la Iglesia católica, es decir, que Lutero les aplicó la crítica paulina al fariseísmo como legalista e hipócrita hacia la Iglesia católica. Westerholm rechaza la interpretación del judaísmo por Lutero y su aparente antisemitismo, pero señala que independientemente de la problematización de Pablo y los argumentos de Lutero contra los judíos, el modo en que Pablo, y más tarde Lutero, argumentaban se apoyaba y sigue apoyándose en un concepto que es central en el cristianismo.
Michael Berenbaum escribe que la dependencia de Lutero de la Biblia como única fuente de autoridad cristiana alimentó su furia hacia los judíos, por su rechazo de Jesús como Mesías. Para Lutero, la salvación depende de la creencia de que Jesús era el hijo de Dios, la creencia que los sustentadores del judaísmo no comparten. Al principio de su vida, Lutero había argumentado que los judíos habían dejado de convertirse al cristianismo por la proclamación de lo que él cree que es un evangelio impuro a cargo de la Iglesia Católica, y creía que responderían favorablemente al mensaje evangélico si este les fuese presentado a ellos con suavidad. Expresó preocupación por las malas condiciones en que fueron obligados a vivir, e insistió en que todo aquel que negase que Jesús nació judío era un hereje.
Graham Noble escribe que Lutero quería salvar a los judíos en sus propios términos, no exterminarlos, pero bajo su aparente razonabilidad hacia ellos latía una «ardiente intolerancia», que produjo «demandas cada vez más furiosas de conversión a su propio estatus cristiano» (Noble, 1-2). Al no convertirse, Lutero acabó volviéndose contra ellos.
En su comentario al cántico Magnificat, Lutero critica el énfasis que el judaísmo pone en la Torá, los primeros cinco libros del Antiguo Testamento. Afirma que «se comprometieron a observar la ley por sus propios medios, pero no fueron capaces de comprender a partir de ella su situación necesitada y maldita». Sin embargo, concluye que la gracia de Dios se mantendrá con ellos por todos los tiempos, como descendientes de Abraham que son, ya que siempre pueden llegar a convertirse en cristianos. «No debemos (...) tratar a los judíos con talante tan grosero, ya que hay futuros cristianos entre ellos».
Paul Johnson escribe que «Lutero no se contentaba con el abuso verbal. Incluso antes de que escribiera su panfleto antisemita, vio a los judíos expulsados de Sajonia en 1537, y en la década de 1540 logró echarlos de muchas ciudades alemanas. Trató sin éxito de obtener del Elector de Brandeburgo su expulsión de la ciudad en 1543».
Michael escribe que Lutero se ocupó de la cuestión judía durante toda su vida, pese a dedicar solo una pequeña parte de su obra a la misma. En tanto que pastor cristiano y teólogo, Lutero estaba empeñado en suscitar en la gente la fe en Jesús, como el Mesías, para su salvación. Al rechazar esta condición de Jesús, los judíos se convirtieron en «el Otro por excelencia», modelo de oposición a la visión cristiana de Dios. En su escrito de juventud, "El hecho de que Jesucristo nació judío", Lutero recomendó ser amables con ellos, pero solo con el objetivo de convertirlos al cristianismo, lo que fue llamado la Judenmission (misión a los judíos). Cuando sus esfuerzos para convertirlos fracasaron, su postura hacia ellos se fue agriando cada vez más.
Las posiciones antisemitas de Lutero deben considerarse encuadradas en una óptica del momento histórico en que se producen. El teólogo alemán Thomas Kaulmann  recuerda que fue precisamente Lutero el más ferviente partidario, seguido en esto por algunos reformadores, de introducir en el cristianismo de la época la idea de investigar y analizar el Antiguo Testamento directamente del texto original en hebreo y traducirlo de este, sustituyendo por lo tanto la traducción latina de Jerónimo, llamada la Vulgata.
Esta elección puso más en evidencia el hecho de que las mismas escrituras dieran origen a interpretaciones tan diferentes, por un lado la interpretación de los judíos y por otra la interpretación de los cristianos, en este caso de Lutero.
El hecho de leer el Antiguo Testamento en hebreo, pero con la perspectiva cristiana, frecuentemente condujo a declaraciones controversiales en relación con la exégesis judía, la que, obviamente, en la Biblia Hebrea, en ningún caso una señalación directa a Cristo (como por otra parte lo hizo Lutero) .  
Un segundo nivel es el de la evaluación del "destino de Israel." Solo una parte de los Judíos de la época de Jesús y Pablo reconoció a Jesús como el Mesías, y el judaísmo siguió existiendo con sus tradiciones y su vitalidad, a pesar de la difamación, el acoso y algunas veces las persecuciones sufridas. Y más aún después del éxito misionero del cristianismo y su ascenso a religión universal e imperial, la presencia de Judíos refractarios a la conversión en la que todo el mundo conocido parecía adherirse fue considerada injustificada, y también inquietante: las mismas personas de las que se recibieron las Escrituras negaban su cumplimiento. Llegó a ser fundamental para el discurso cristiano, incluso en los sermones, pronunciarse sobre el significado de la "supervivencia" de los que se consideraba que habían renunciado a su propia vocación. Es especialmente en este nivel que se desarrolló lo que se llama el antijudaísmo cristiano, una presentación controversial y acusatoria, al judaísmo.
El tercer y último nivel fue el jurídico-política, es decir, el estado que reconoce Judíos en lo que ahora se concibió como "cuerpo cristiano." Así, por ejemplo, de un comentario Agustín sobre el Salmo 59, se difundió la idea de que los Judíos no deben ser matados, sino que preservados - obviamente en condiciones discriminatorias con respecto a la población cristiana - como un testimonio vivo de su error condenados por el juicio de Dios y de la verdad cristiana.
Es necesario recordar que todos los exponentes de las iglesias Cristianas, han hablado a través del tiempo sobre Israel y los Judíos en los tres puntos de vista que se mencionaron brevemente.

## Postura de las iglesias luteranas actuales
Tanto el propio antisemitismo de Lutero como las duras declaraciones antijudías recogidas en sus obras  Sobre los judíos y sus mentiras y otros escritos, han sido repudiados por varias iglesias luteranas de diversas partes del mundo.
La encuesta de Strommen, et al., de 1970 demostró que 4.745 luteranos de Norteamérica, de entre 15 y 65 años de edad, encontraron que, en comparación con los otros grupos minoritarios considerados, los luteranos habían sido los menos virulentos contra los judíos.
Desde la década de 1980, algunos grupos eclesiásticos luteranos han denunciado formalmente y se han desligado de los escritos de Lutero sobre los judíos.
En 1982, la Lutheran World Federation (Federación Luterana Mundial) publicó un pronunciamiento indicando que «nosotros los cristianos debemos purificarnos de cualquier odio a los judíos y cualquier tipo de enseñanza de desprecio por el judaísmo».
En 1983, The Lutheran Church–Missouri Synod (Iglesia luterana Sínodo de Misuri) denunció la «actitud hostil» de Lutero hacia los judíos. Al mismo tiempo, dicho Sínodo rechazó, correspondientemente, el uso de las sentencias de Lutero para incitar «sentimientos antiluteranos».
La Evangelical Lutheran Church in America (Iglesia evangélica luterana en Estados Unidos), en un ensayo sobre las relaciones entre luteranos y judíos, observó que «a través de los años, los escritos antijudíos de Lutero han seguido reproduciéndose en folletos y otras obras de los grupos neonazis y antisemitas, como el Ku Klux Klan».
El Dr. Johannes Wallmann declaró en la revista Lutheran Quarterly, en 1987:

Está en la actualidad muy extendida en la literatura la afirmación de que las expresiones de sentimiento antijudío por parte de Lutero han sido de enorme y persistente influencia a lo largo de los siglos después de la Reforma, y de que existe una continuidad entre el antijudaísmo protestante y el moderno antisemitismo de orientación racista; desde la Segunda Guerra Mundial se ha convertido, comprensiblemente, en la opinión dominante.

En 1994, el Church Council of the Evangelical Lutheran Church in America [Consejo Eclesial de la Iglesia Evangélica Luterana de América] rechazó públicamente los escritos antisemitas de Lutero, asegurando: «Nosotros, que llevamos su nombre y patrimonio, hemos de reconocer con dolor las diatribas antijudías contenidas en los escritos últimos de Lutero. Rechazamos esas violentas invectivas al igual que muchos de sus compañeros en el siglo XVI, y nos sentimos movidos a una profunda y constante lamentación por sus trágicos efectos sobre las generaciones posteriores de judíos».
En 1995, la Iglesia Evangélica Luterana de Canadá hizo declaraciones similares, al igual que lo había hecho la Iglesia Evangélica de Austria en 1998. Ese mismo año, el Sínodo territorial de la Iglesia Evangélica Luterana de Baviera, en el 60 aniversario de la Noche de los cristales rotos, hizo pública la siguiente declaración: «Es imperativo para la Iglesia Luterana que, al igual que reconoce estar en deuda con el trabajo y la tradición de Martín Lutero, se tome en serio sus declaraciones antijudías, reconociendo su sentido teológico y reflexionando sobre sus consecuencias. Es preciso distanciarse de toda [expresión de] antijudaísmo en la teología luterana».
La Iglesia Luterana Evangélica Protestante estadounidense (LEPC;GCEPC) emitió una contundente declaración de su postura: «El pueblo judío es el pueblo elegido de Dios. Todo creyente debería bendecirlo como exige la Escritura: que Dios bendecirá a los que bendigan a Israel y maldecirá a los que lo maldigan. Las iglesias LEPC, EPC y GCEPC se desdicen y renuncian a las obras y las palabras de Martín Lutero relativas al pueblo judío. Nuestras preces por la salud del pueblo judío, su paz y su prosperidad. Nuestras preces por la paz de Jerusalén. Con profunda tristeza y pesar ofrecemos nuestro arrepentimiento al pueblo judío por el sufrimiento que le causó Martín Lutero, así como por cualquier otra contribución a ese sufrimiento. Pedimos perdón al pueblo judío por todas esas acciones. El Evangelio está dirigido primero a los judíos y después a los gentiles. Los gentiles (creyentes en Cristo que no son judíos) han sido injertados en la vid. En Cristo no hay judío o gentil, sino que es deseo del Señor que surja un nuevo hombre de los dos, puesto que Cristo derribó el muro de separación con Su Propio Cuerpo (Efesios 2:14-15). Las iglesias LEPC, EPC y GCEPC bendicen a Israel y al pueblo judío».
La European Lutheran Commission on the Church and the Jewish People (Lutherische Europäische Kommission Kirche und Judentum, en alemán: [Comisión Luterana Europea sobre la Iglesia y el Pueblo Judío]), una organización paraguas que representa a veinticinco congregaciones eclesiásticas luteranas en Europa, sacó a la luz el 12 de mayo de 2003 un texto titulado "Una respuesta al Dabru Emet [documento rabínico oficial del año 2000 sobre las relaciones de los judíos con la cristiandad]":

En su "Declaración de Driebergen" (1991), la Comisión Luterana Europea sobre la Iglesia y el Pueblo Judío (...) rechazó la tradicional "consigna de desprecio" cristiana hacia los judíos y el judaísmo, y en particular, los escritos antisemitas de Martín Lutero, y se pidió la reforma de la práctica de la iglesia a la luz de dicha concepción. En este contexto, la Comisión Luterana Europea sobre la Iglesia y el Pueblo Judío acoge la publicación del Dabru Emet: una declaración judía sobre los cristianos y el cristianismo. Vemos en esta declaración una confirmación de nuestro propio trabajo de años anteriores (...). Sabemos que es nuestra obligación reexaminar temas de la teología luterana que en el pasado han dado lugar repetidamente a la animosidad contra los judíos.(...) Plenamente conscientes en primera instancia de que el Dabru Emet es una invitación al diálogo entre judíos, vemos también en esta declaración un estímulo para nosotros en orden a expresar y vivir nuestra fe de manera no denigrante para los judíos, respetándolos en su alteridad, y ser capaces de dar cuenta de nuestra propia identidad más claramente a medida que la examinamos a la luz de la visión ajena.

El 6 de enero de 2004, el Consultative Panel on Lutheran-Jewish Relations of the Evangelical Lutheran Church in America [Grupo Consultivo sobre Relaciones Luterano-Judías de la Iglesia evangélica luterana en Estados Unidos] difundió una declaración instando a cualquier iglesia luterana a impulsar una representación de la Pasión de Cristo que se adhiriera a sus directrices sobre las relaciones entre luteranos y judíos, advirtiendo que «el Nuevo Testamento (...) no debe ser utilizado como justificación para la hostilidad hacia los judíos del presente», y que «la culpa de la muerte de Jesús no debe atribuirse al judaísmo o al pueblo judío».